# Roget’s Thesaurus
Roget’s Thesaurus ist die Kurzbezeichnung für den von Peter Mark Roget 1852 unter dem Titel Thesaurus of English words and phrases veröffentlichten  Thesaurus der Englische Sprache. Er enthielt 15.000 Wörter die in sechs Klassen eingeteilt wurden.

## Geschichte
Zu Lebzeiten von Roget erfuhr der „Thesaurus“ mehr als 20 Ausgaben. Sein Sohn John Lewis Roget († 1908) veröffentlichte 1879 eine von seinem Vater begonnene und durch ihn vollendete überarbeitete Auflage. Die von 1908 bis 1952 überarbeiteten Ausgaben wurden von seinem Enkelsohn Samuel Romilly Roget († 1953) herausgegeben.

## Inhalt
Der Thesaurus enthält drei Abschnitte: ein alphabetisches Wörterverzeichnis, eine Folge mehrerer hundert Kategorien und eine wie folgt gelistete Einteilung des Wortschatzes in sechs (später auch mehr) Klassen bzw. Subkategorien: abstrakte Beziehungen, Raum inklusive Bewegung, materielle Welt, Intellekt, Wille, persönliche Anschauungen und moralische Kräfte wie Gefühle.
Durch die Begrenzung auf die geringe Anzahl von sechs Kategorien und durch seine flache Hierarchie gilt Roget’s Thesaurus immer noch als relevantes Beispiel für Fachinformatiker, die sich mit Inhaltserschließung befassen.

## Hauptauflagen
Britische
- Peter Mark Roget: Thesaurus of English words and phrases: classified and arranged so as to facilitate the expression of ideas and assist in literary composition. London 1852.
- John Lewis Roget (Hrsg.): Thesaurus of English words and phrases: classified and arranged so as to facilitate the expression of ideas and assist in literary composition […]. London 1879.
- Samuel Romilly Roget (Hrsg.): Thesaurus of English words and phrases: classified and arranged so as to facilitate the expression of ideas and assist in literary composition […]. London 1925.
- Robert A. Dutch (Hrsg.): Roget’s thesaurus of English words and phrases […]. London 1962.
- Susan M. Lloyd (Hrsg.): Roget’s thesaurus of English words and phrases […]. London 1982.
- Betty Kirkpatrick (Hrsg.): Roget’s thesaurus of English words and phrases […]. London 1987, 1998.
- George Davidson (Hrsg.): Roget’s thesaurus of English words and phrases […]. London 2002.

Amerikanische
„Roget’s international thesaurus“ ist seit 1979 eine US-amerikanische eingetragene Handelsmarke (Trademark).
- C. O. Sylvester Mawson (Hrsg.): Roget’s thesaurus of English words and phrases. Crowell, New York 1911.
- C. O. Sylvester Mawson (Hrsg.): Roget’s international thesaurus. Crowell, New York 1922.
- Lester V. Berrey (Hrsg.): Roget’s international thesaurus. Crowell, New York 1962.
- Robert L. Chapman (Hrsg.): Roget’s international thesaurus. Harper & Row, New York 1977.
- Robert L. Chapman (Hrsg.): Roget’s international thesaurus. HarperCollins, New York 1992.
- Barbara Ann Kipfer (Hrsg.): Roget’s international thesaurus. HarperCollins, New York 2001.
- Barbara Ann Kipfer (Hrsg.): Roget’s international thesaurus. HarperCollins, New York 2010.
- Barbara Ann Kipfer (Hrsg.): Roget’s international thesaurus. HarperCollins, New York 2019.